# Brooks Falls
Pour les articles homonymes, voir Brooks.
Brooks Falls (en français : les chutes de Brooks) sont des petites chutes d'eau d'1,8 m de haut situées dans le Parc national et réserve de Katmai en Alaska. Elles sont localisées sur la rivière Brooks, à un mile et demi (2,4 km) du lac Brooks et à égale distance du lac Naknek. Ces chutes sont célèbres pour la grande population de grizzlis attirée par les saumons en frai de juillet à début septembre ; le pic de présence journalier étant au début de cette période avec en moyenne 25 individus. Un concours en ligne, la Fat Bear Week, permet d'élire l'ours s'étant le plus engraissé sur le site de Brooks Falls lors de l'été.
Le site est également le théâtre de vestiges archéologiques humains vieux d'environ 9 000 ans, parmi les plus anciens d'Amérique du Nord.

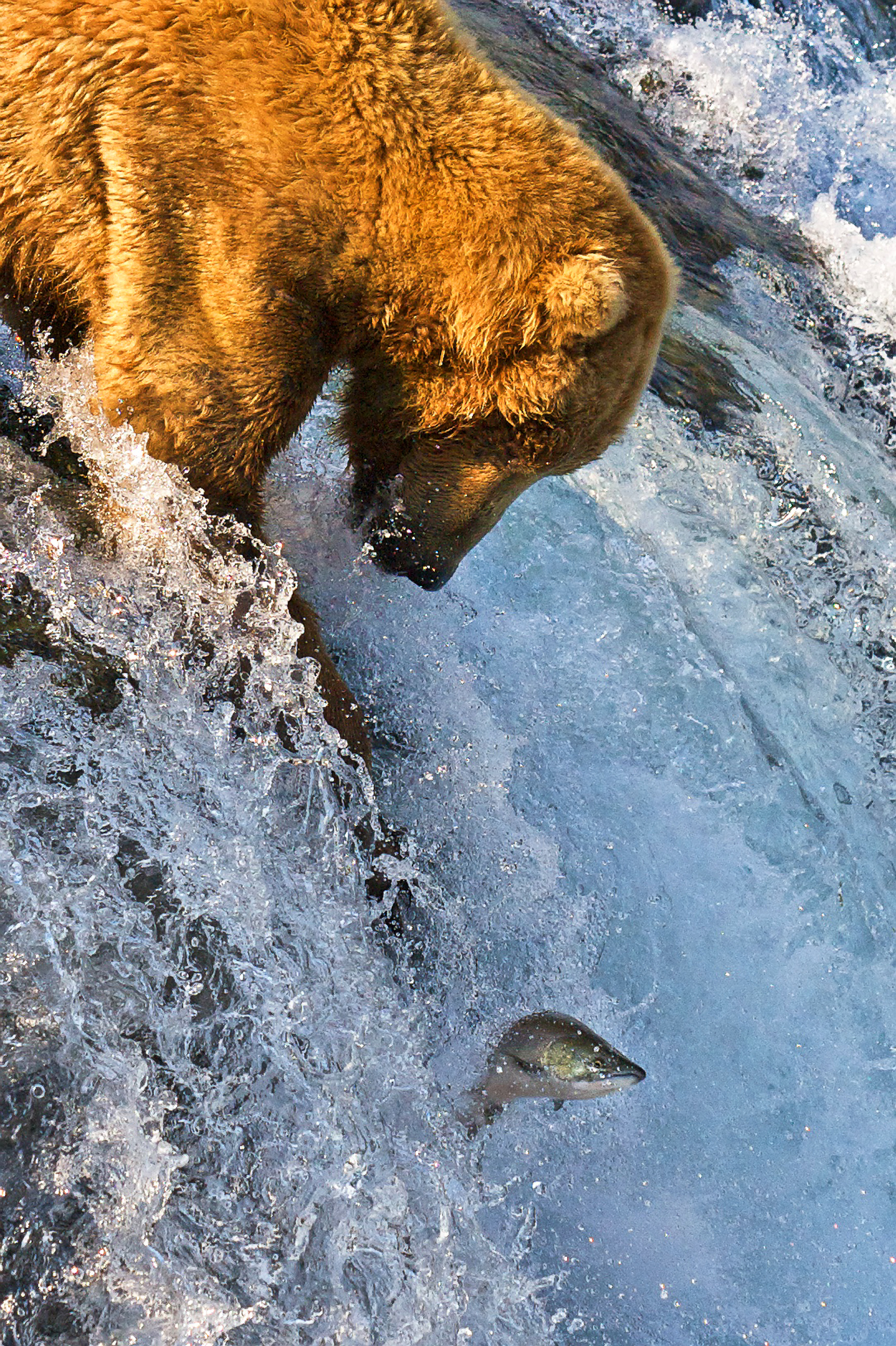
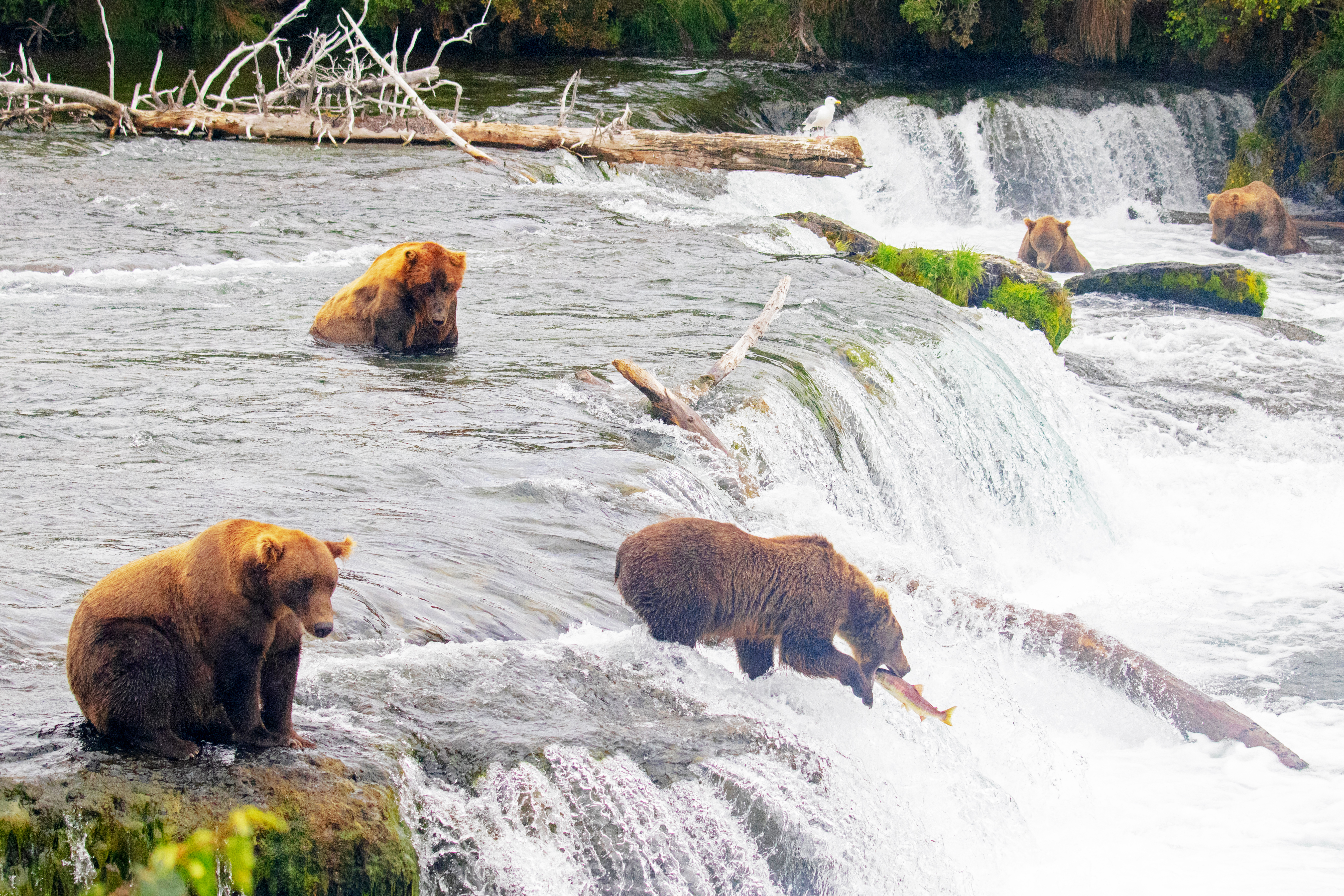
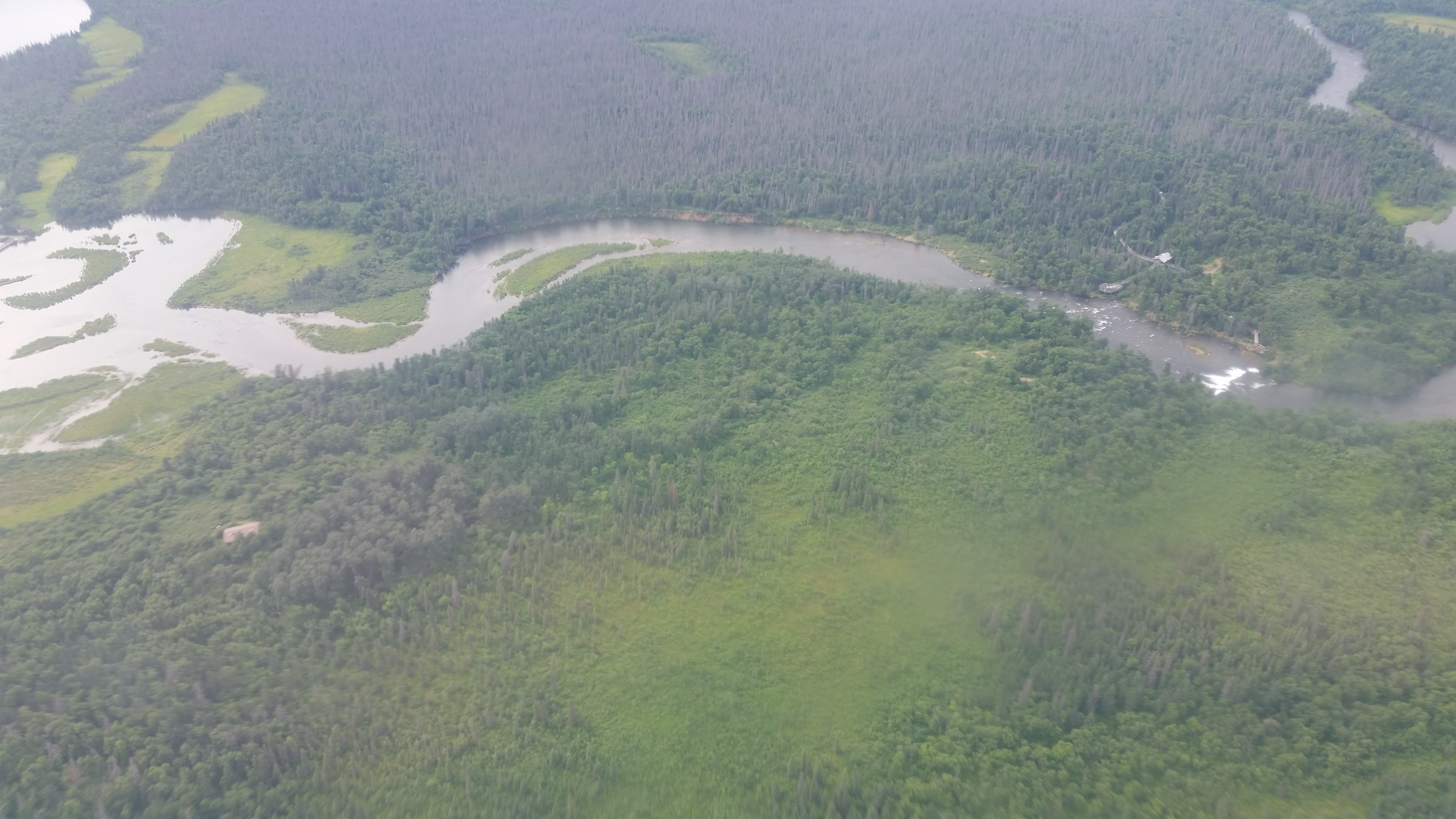
Vue aérienne des chutes en 2018
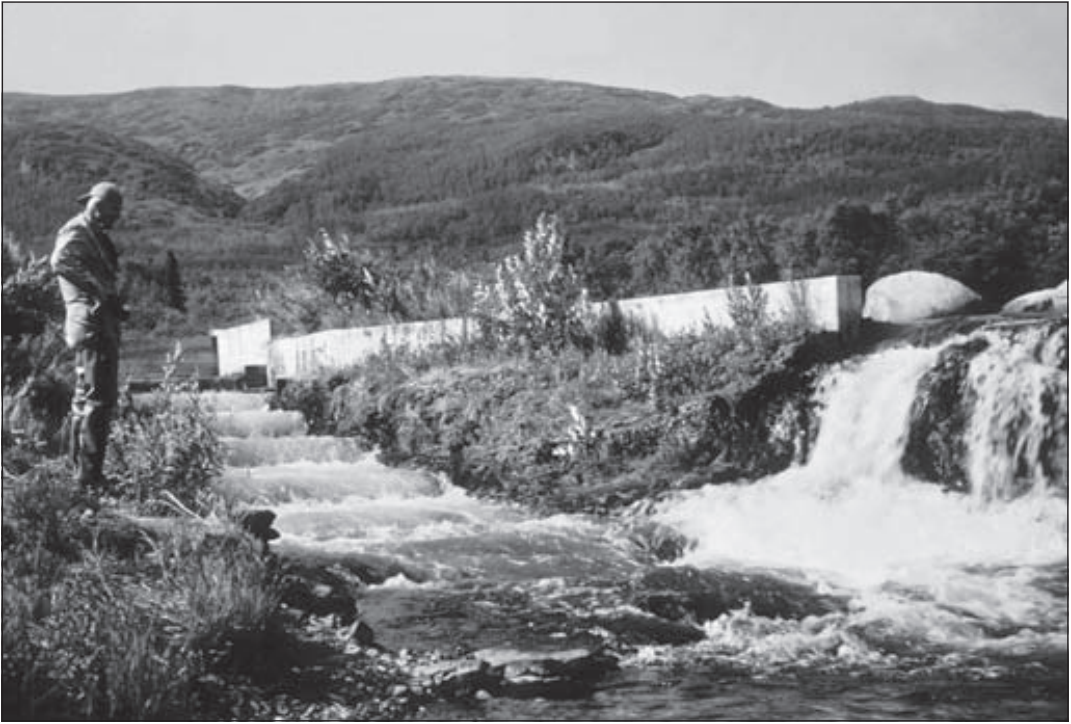
Échelle à saumons en 1951.